# Antun Jozing
Antun Jozing je hrvatski književnik. Pisac je romana na temu Domovinskog rata na banovinskom bojištu Mrtvi se ne vraćaju, kojeg je objavio 2011. godine, a u nastavcima izlazi u Hrvatskom slovu.
Osim toga, Jozing se bavi i pisanjem pjesama i skladanjem.

## Vanjske poveznice
- Blog Antuna Jozinga